# Florent Urani
Florent Urani (ur. 3 sierpnia 1990) – francuski judoka. Startował w Pucharze Świata w latach 2010, 2012–2014, 2016 i 2017. Brązowy medalista w drużynie na mistrzostwach Europy w 2014. Wygrał igrzyska europejskie w drużynie w 2015. Medalista Uniwersjady w 2011 i 2017. Trzeci na MŚ juniorów w 2009. Wicemistrz Europy juniorów w 2009. Wicemistrz Francji w 2012 roku.